# Doris Humphrey
Doris Batcheller Humphrey (Oak Park, 17 ottobre 1895 – New York, 29 dicembre 1958) è stata una danzatrice statunitense degli inizi del XX secolo, di notevole importanza nell'ambito della danza moderna.

## Biografia
Nata a Oak Park, in Illinois, crebbe a Chicago; discendeva per lignaggio diretto dai padri pellegrini William Brewster e Simon James Humphrey.
Studiò danza classica (fu l'unica fra i principali "fondatori" della danza moderna ad avere una solida formazione nell'ambito del balletto classico-accademico), e iniziò a insegnare dopo aver aperto una propria scuola a Chicago nel 1913 a soli 18 anni.
Nel 1917 si trasferì in California e  proseguì gli studi presso la Denishawn School of Dancing and Related Arts, partecipando a spettacoli, insegnando e acquisendo esperienza nella coreografia. Alcune delle coreografie create allora, come "Soaring" e "Scherzo Waltz" ("Hoop Dance") vengono messe in scena ancora oggi.  Dopo due anni trascorsi per un tour in Oriente con la Denishawn (1925-1926), Humphrey ritornò ad esibirsi con successo negli Stati Uniti.
Nel 1928 lasciò la Denishawn School e si trasferì assieme al partner Charles Weidman a New York, per diventare presto una figura di rilevante importanza nel panorama della modern dance. Alla base della sua ricerca era il desiderio di creare le basi di un nuovo modo di fare teatro, espressione di profondi modi di sentire dell'uomo, tramite la danza.
Abbandonato lo stile "etnico" tipico della Denishawn, con le sue coreografie cominciò ad esplorare le dinamiche della reazione del corpo umano alla forza di gravità, secondo opposte forze di caduta e recupero (fall and recovery), equilibrio e squilibrio (balance and unbalance), oscillazione da una parte all'altra (swing and sway). Da queste ricerche prese origine quella che oggi viene denominata tecnica Humphrey-Limón, perché col tempo vi si aggiunsero elementi elaborati dal suo principale allievo e assistente José Limón. Le creazioni  di questi primi anni includono "Water Study", "Life of the Bee", "Two Ecstatic Themes" e "The Shakers".
Anche negli anni della grande depressione la Compagnia Humphrey-Weidman continuò con successo le rappresentazioni, sviluppando e innovando lo stile e basando le creazioni sull'attualità piuttosto che su storia, favole e miti. A metà degli anni trenta risale la creazione di "The new Dance Trilogy", un trittico comprendente "With My Red Fires", "New Dance" e l'ora perduto "Theater Piece".
Una delle sue ultime creazioni, "Dawn in New York", riassume il lavoro che per tutta la carriera Humphrey dedicò al rapporto fra forze contrapposte, con una notevole abilità nel far interagire sulla scena un gran numero di interpreti, enfatizzando la statica plasticità di elaborate composizioni scultoree.
Fece parte del primo nucleo di insegnanti sia del The Bennington School of the Dance (1934) che della Juilliard School (1951), entrambe inizialmente dirette da Martha Hill.
Si ritirò dalle scene nel 1945, cedendo ai dolori dell'artrite. Divenuta direttore artistico della compagnia di José Limón, proseguì comunque l'attività di coreografa realizzando, fra le altre, le opere "Day on Earth", "Night Spell", "Ruins and Visions" e "Lament for Ignacio Sanchez Mejias".
Poco dopo la morte, avvenuta nel 1958, fu pubblicato postumo il suo libro The Art of Making Dances (ISBN 0-87127-158-3) in cui esponeva osservazioni e teorie personali su danza e composizione coreografica. Nell'introduzione tra l'altro osservava come nel XX secolo il balletto, dapprima schivo e aereo, fosse ormai cambiato radicalmente: